# ناتاليا بيستيميانوفا
ناتاليا فيليمونوفنا بيستيميانوفا (بالروسية: Наталья Филимоновна Бестемьянова : ولدت في 6 يناير 1960) هي راقصة جليدية سوفيتية وروسية سابقة تنافست لصالح الاتحاد السوفيتي. مع شريكها أندريه بوكين ، هي البطلة الأولمبية لعام 1988 ، الحائزة على الميدالية الفضية الأولمبية لعام 1984 ، بطلة العالم أربع مرات ، الحائزة على الميدالية الفضية العالمية ثلاث مرات ، وبطلة أوروبية خمس مرات.